# Consorzio Cooperativo Agricolo Terra di San Marino
Il Consorzio Cooperativo Agricolo Terra di San Marino, ha sede a Città di San Marino, è un consorzio della Repubblica di San Marino, riunisce varie associazioni professionali e cooperative agricole di San Marino che sono:
- Associazione Sammarinese Produttori Agricoli
- Azienda Autonoma di Stato per la gestione della Centrale del Latte con una centrale del latte
- Cooperativa Allevatori Sammarinesi con 1.400 bovini circa e 6 stalle
- Cooperativa Ammasso Prodotti Agricoli con 20.000 q di cereali prodotti
- Cooperativa Olivicoltori Sammarinesi
- Consorzio Vini Tipici di San Marino con 14.000 q d'uva prodotta
- Cooperativa Apicoltori Sammarinesi con 1.000 arnie

Quindi il consorzio ha il controllo indiretto dei 2.500 ettari (25 km²) coltivati in Repubblica e delle cooperative collegate.